# Sounds of a Playground Fading
Sounds of a Playground Fading – dziesiąty studyjny album szwedzkiej melodic death metalowej grupy In Flames. Wydany 20 czerwca 2011 w Europie nakładem Century Media. Singlem promującym ten album jest Deliver Us, do którego nagrano teledysk. Album zawiera 13 utworów.

## Lista utworów
1. "Sounds of Playground Fading" – 4:43
2. "Deliver Us" – 3:30
3. "All for Me" – 4:30
4. "The Puzzle" – 4:33
5. "Fear Is the Weakness" – 4:05
6. "Where the Dead Ships Dwell" – 4:25
7. "The Attic" – 3:16
8. "Darker Times" – 3:24
9. "Ropes" – 3:43
10. "Enter Tragedy" – 3:58
11. "Jester's Door" – 2:37
12. "A New Dawn" – 5:51
13. "Liberation" – 5:09

## Twórcy
- Anders Fridén – śpiew
- Björn Gelotte – gitara
- Peter Iwers – gitara basowa
- Daniel Svensson – perkusja